# Savennes (Puy-de-Dôme)
Savennes település Franciaországban, Puy-de-Dôme megyében. Lakosainak száma 96 fő (2022. január 1.). Savennes Merlines, Confolent-Port-Dieu, Saint-Étienne-aux-Clos, Messeix és Singles községekkel határos.

## Népesség
A település népessége az elmúlt években az alábbi módon változott:
| Lakosok száma | 90   | 93   | 102  | 94   | 94   | 93   | 93   | 94   | 96   |
|               | 2013 | 2015 | 2016 | 2017 | 2018 | 2019 | 2020 | 2021 | 2022 |